# Liste der Monuments historiques in Recologne (Doubs)
Die Liste der Monuments historiques in Recologne führt die Monuments historiques in der französischen Gemeinde Recologne auf.

## Liste der Immobilien
| Bezeichnung          | Beschreibung                                             | Standort                 | Kennzeichnung | Schutzstatus | Datum | Bild           |
| -------------------- | -------------------------------------------------------- | ------------------------ | ------------- | ------------ | ----- | -------------- |
| Château de Recologne | Schloss, ab 1640 erbaut; mit Teilen der Innenausstattung | 1a rue du Chateau (Lage) | PA00101715    | Inscrit      | 1979  | weitere Bilder |
| Kirche St-Barthélémy | aus dem 18. Jahrhundert                                  | Grande Rue (Lage)        | PA00101716    | Inscrit      | 1987  | weitere Bilder |

## Liste der Objekte
| Bezeichnung                                            | Beschreibung | Standort                           | Kennzeichnung | Schutzstatus | Datum | Bild |
| ------------------------------------------------------ | --- | ---------------------------------- | ------------- | ------------ | ----- | ---- |
| Pietà                                                  | Stein, Ende des 16. Jahrhunderts | in der Kirche St-Barthélémy (Lage) | PM25001257    | Classé       | 1916  |      |
| Zwei Skulpturen: Heilige Ferreolus und Ferrutius       | Stein, 16. Jahrhundert | in der Kirche St-Barthélémy (Lage) | PM25001258    | Classé       | 1972  |      |
| Marienaltar                                            | rechter Seitenaltar; Altartisch, Retabel, Gemälde und zwei Skulpturen; Holz und Stuck, farbig gefasst, Ölfarbe auf Leinwand, 18. und 19. Jahrhundert             | in der Kirche St-Barthélémy (Lage) | PM25001259    | Classé       | 1982  |      |
| Sieben Reliefs mit Darstellungen aus dem Leben Christi | Stuck, 1738/39 | in der Kirche St-Barthélémy (Lage) | PM25001260    | Classé       | 1982  |      |
| Zwei Beichtstühle                                      | Holz, bemalt, 18. Jahrhundert | in der Kirche St-Barthélémy (Lage) | PM25001261    | Classé       | 1982  |      |
| Kanzel                                                 | Holz und Stuck, bemalt, erste Hälfte des 18. Jahrhunderts | in der Kirche St-Barthélémy (Lage) | PM25001262    | Classé       | 1982  |      |
| Josefsaltar                                            | linker Seitenaltar, Altartisch, Altaraufbau, Retabel, Gemälde und zwei Skulpturen; Holz und Stuck, farbig gefasst, Ölfarbe auf Leinwand, 18. und 19. Jahrhundert | in der Kirche St-Barthélémy (Lage) | PM25001721    | Classé       | 1982  |      |
| Hauptaltar                                             | Altartisch, Altaraufbau, Tabernakel, Retabel, Gemälde und zwei Skulpturen; Holz und Stuck, farbig gefasst, Ölfarbe auf Leinwand, 18. und 19. Jahrhundert         | in der Kirche St-Barthélémy (Lage) | PM25001722    | Classé       | 1982  |      |
| Skulptur Madonna                                       | Holz, vergoldet, 19. Jahrhundert | in der Kirche St-Barthélémy (Lage) | PM25002366    | Inscrit      | 1975  |      |
| Skulptur Heilige Philomena                             | Holz, vergoldet, 19. Jahrhundert | in der Kirche St-Barthélémy (Lage) | PM25002367    | Inscrit      | 1975  |      |